# Anastacia
Anastacia Lyn Newkirk (Chicago, Illinois; 17 de septiembre de 1968), conocida como Anastacia, es una cantante de pop estadounidense. 
Emprendió su carrera discográfica a principio de los años 2000, tras firmar un contrato con la compañía Epic Records. Se popularizó en las listas de ventas de todo el continente europeo y Oceanía, vendiendo más de 11 millones de copias con sus tres primeros álbumes en Europa, de las cuales más de tres millones corresponden al Reino Unido y más de dos millones a Alemania, convirtiéndose en una de las principales cantantes de esa década. Sus canciones de mayor popularidad incluyen «I'm Outta Love», «Paid My Dues», «One Day In Your Life», «Left Outside Alone», «Sick and Tired» y «I Belong to You» junto a Eros Ramazzotti, «Stupid Little Things». A lo largo de los años, se ha visto respaldada por múltiples reconocimientos profesionales, los cuales han consolidado su música. Ha vendido, en total, más de 20 millones de producciones musicales en el mundo.[cita requerida]

## Inicios
Anastacia nació el 17 de septiembre de 1968 en Chicago, Illinois.
Gracias a su representante, Lisa Braudé y tras firmar un contrato con Sony Music Entertainment, participó en un concurso de televisión en 1998 que le ayudó a saltar a la fama en EUA.

## Carrera discográfica

### Década de 2000
En el verano del 2000, se publica a nivel internacional el primer trabajo discográfico de la cantante Norteamericana Not That Kind con la casa de discos Epic Records (subdivisión de la multinacional Sony Music). El álbum se convierte en un éxito en Europa y Oceanía posicionándose entre los primeros puestos de las listas, y con ventas de triple platino en Reino Unido, Australia, Suiza y Holanda, doble platino en Francia, cinco discos de oro en Alemania o los cuatro discos de platino por las ventas de 4.000.000 copias en el continente europeo otorgado por la Federación Internacional de la Industria Fonográfica (IFPI en inglés). Su primer sencillo «I'm Outta Love» se convirtió en una de las canciones más vendidas del 2000, estimándose en más de 3.600.000 copias en el ámbito internacional, alcanzó los primeros puestos y se le certificó con doble platino en Australia convirtiéndose así en la canción más vendida del año, platino en Nueva Zelanda o plata en Reino Unido y Francia.
Le siguen «Not That Kind» certificado por sus ventas en Francia con plata, «Cowboys & Kisses» y «Made for Lovin' You». Su respaldo en la música se lo otorga el premio al Mejor artista nivel internacional en los World Music Awards, así como colaboraciones con importantes cantantes como Luciano Pavarotti, Elton John y Michael Jackson. Este último, la invitó al concierto benéfico United We Stand, organizado tras los Atentados del 11 de septiembre de 2001 en Estados Unidos e interpretando junto a multitud de estrellas del pop la canción «What More Can I Give». A pesar de establecerse en muchos países, en Estados Unidos no obtuvo los mismos resultados Not That Kind 198 Billboard 200 y 9 Top Heatseekers, como «I'm Outta Love» 72 Billboard Hot 100 y 2 Hot Dance Club Songs.
A finales de 2001, publicó su segundo álbum de estudio Freak of Nature volviendo al éxito establecido con su anterior trabajo discográfico. Se posicionó en los primeros puestos de lista y con ventas de triple platino en Reino Unido y Alemania, doble platino en Holanda, Suecia y Noruega, cinco platinos en Suiza o tres platinos por 3.000.000 copias en Europa (IFPI). «Paid My Dues» primer sencillo del álbum se posiciona en la mayoría de listas del continente europeo, con ventas de oro en Bélgica, Austria, Alemania, Noruega y Suiza, y plata en Francia y con unas ventas estimadas de 3.100.000 copias internacionales. «One Day in Your Life» segundo sencillo alcanzó la primera posición Hot Dance Club Play y 30 Pop Songs de Estados Unidos y fue certificado con oro en Australia y con unas ventas estimadas de 2.300.000 copias internacionales. Le siguen «Why'd You Lie to Me» y «You'll Never Be Alone». 
Freak of Nature fue reeditado un año más tarde con contenido nuevo y destaca la colaboración de la cantante con Faith Evans en la canción «I Thought I Told You That». Editó, a su vez, su primer DVD Anastacia Video Collection, recopilación de todos sus videoclips y que es certificado con oro en Alemania. Su popularidad la llevó a ser la cantante oficial por la FIFA en la Copa Mundial de Fútbol de 2002 con la canción «Boom» e interpretada en la final en el Estadio Internacional de Yokohama, Japón ante 70.000 personas, además de participar en el VH1 Divas Las Vegas, en el que se destaca la colaboración de la cantante con Céline Dion en la canción «You Shook Me All Night Long» de AC/DC y poner voz a la banda sonora de la película Chicago con la canción «Love is a Crime» , llegando al número uno Hot Dance Music/Club Play de Estados Unidos en 2003. 

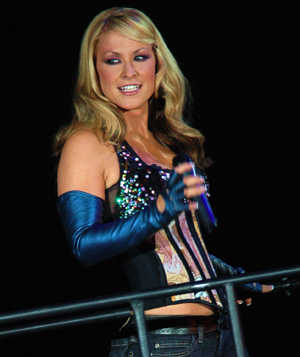
Anastacia en concierto en 2004

Tras sufrir un cáncer de pecho en 2003, que la llevó a estar unos meses fuera de la actividad, regresó y actuó en el concierto 46664 para la fundación de Nelson Mandela en Sudáfrica junto con otras estrellas del pop. En la primavera del 2004, lanzó su tercer trabajo discográfico y primero homónimo Anastacia, el cual la consagra en la industria musical internacional. Se posicionó en la mayoría de las listas de Europa, debutando en el primer puesto en Reino Unido, Alemania o Australia convirtiéndose en uno de los álbumes más vendidos de 2004 con 4.400.000 copias estimadas a nivel internacional, con ventas de doble platino en Australia, Austria, Italia y España, cuadro platinos en Reino Unido y Alemania convirtiéndose en este último en el álbum más vendido del año, triple platino en Suiza y Europa por 3.000.000 copias (IFPI). Su primer sencillo «Left Outside Alone» se convirtió en una de las 10 canciones más vendidas de 2004 con una estimación de 4.600.000 copias internacionales, con ventas de doble platino en Australia convirtiéndose en la segunda canción más vendida del año en dicho país, plata en Reino Unido, y oro en Austria, Bélgica, Alemania, Noruega y Suiza, y número uno en España, Australia, Austria, Italia y Suiza, además del 5 Hot Dance Club Play y 30 Adult Top 40 de Estados Unidos.
«Sick and Tired» segundo sencillo del álbum también se convirtió en una de las canciones más vendidas del año 2004 con una estimación más de 3.800.000 copias internacionalmente y con certificaciones de oro en Australia, Alemania y Noruega. Le siguen «Welcome to My Truth» y «Heavy on My Heart». Entre el 2004 y 2005 realizó su primera gira Live at Last Tour recorriendo las principales ciudades de Europa y de la cual se lanzó un DVD en concierto Live at Last.

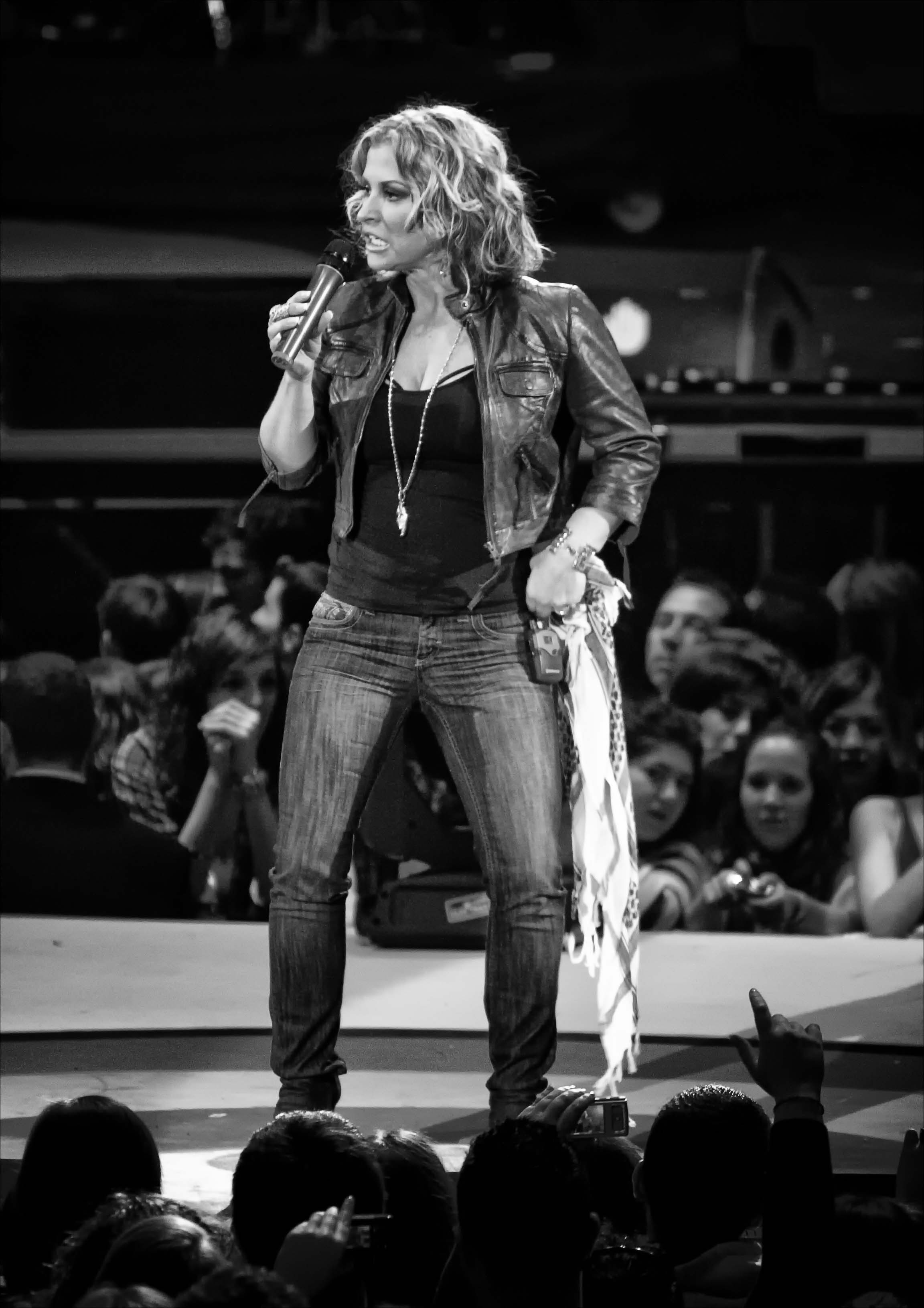
Anastacia en concierto en 2008

A finales de 2005. se publicó Pieces of a Dream recopilatorio de todos sus sencillos de los tres álbumes anteriores, supuso el fin con su casa de discos Epic Records tras 6 años de contrato. Se posicionó en las principales listas de éxito de Europa con ventas de triple platino en Italia, platino en Reino Unido, Suiza, Austria, Irlanda y Rusia y oro en España, Portugal, Holanda, Australia, Bélgica, Finlandia y Dinamarca. «Pieces of a Dream (canción)», «I Belong to You» con la colaboración de Eros Ramazzotti y con ventas de oro en Alemania, Suiza, Bélgica y Austria, y «Everything Burns» con la colaboración de Ben Moody y siendo banda sonora de la película Los 4 Fantásticos. Fueron los sencillos promocionales del recopilatorio.
En 2007, participó en el concierto homenaje por el diez aniversario de la muerte de Diana de Gales en el Estadio de Wembley de Londres con el tema «Jesus Christ Superstar». A finales de 2008, publicó nuevo álbum de estudio Heavy Rotation, esta vez bajo Mercury Records (subdivisión de Universal Music). El álbum no consigió destacar y sólo se le certificó con ventas de oro en Suiza, Suecia y Rusia. Sus sencillos «I Can Feel You», «Absolutely Positively» y «Defeated» tampoco destacaron, por lo que la cantante puso punto final a su relación profesional con su casa de discos.
En 2009, Anastacia colaboró con las cantantes Lulu y Chaka Khan en una serie de conciertos por Reino Unido llamado Here Come the Girls, semanas después de terminar el Heavy Rotation Tour. También colaboró en el mismo año con el cantante Ben's Brother en la canción «Stalemate».

### Década de 2010

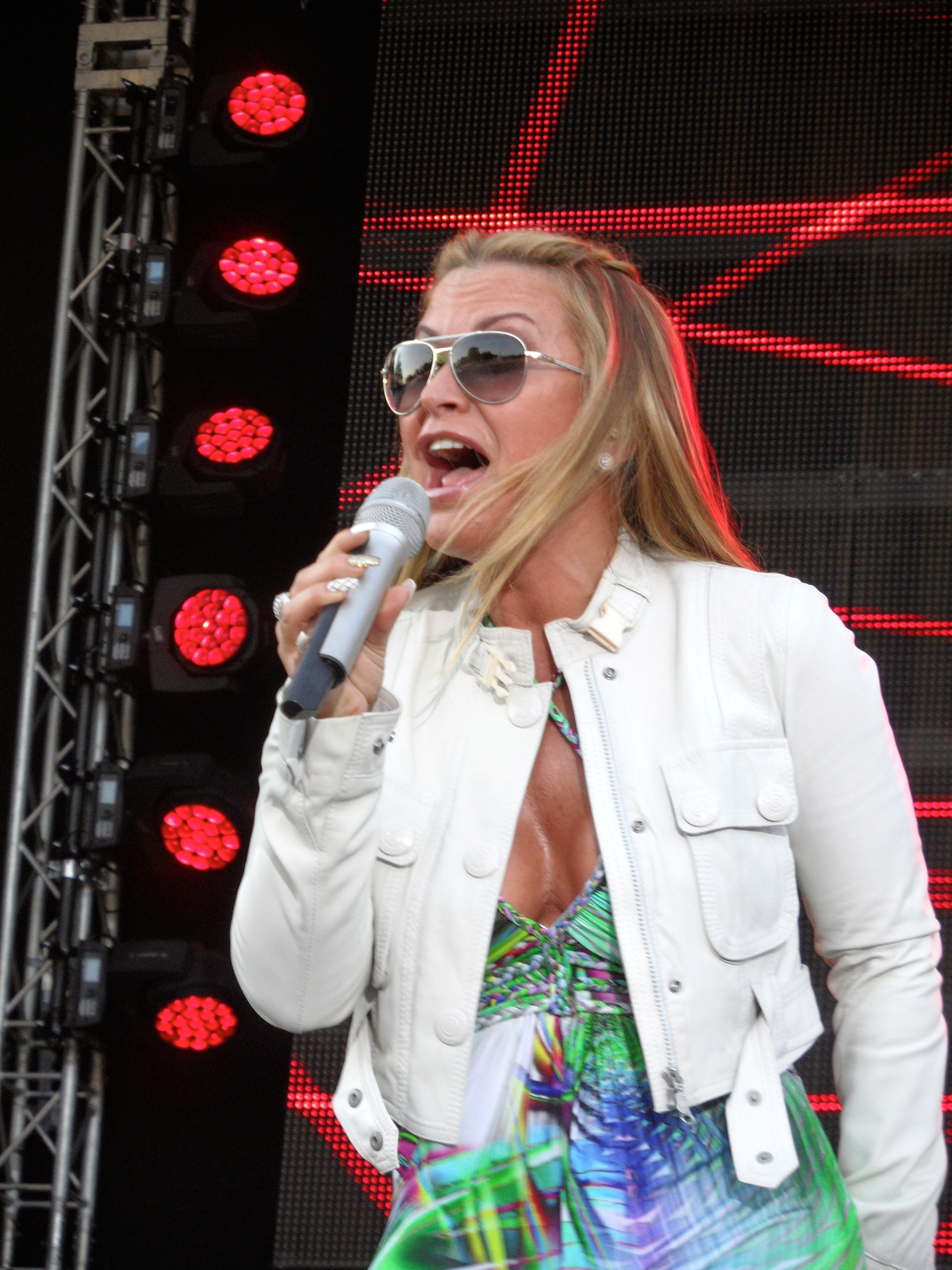
Anastacia en 2014

Durante los años 2010 y 2011, siguió colaborando con otros cantantes como Dima Bilan en la canción «Safety», «Burning Star» con Natalia, «What Can We Do (A deeper Love)» con Dj Tiesto elegida para el anuncio de Skoda, y «If I Was Your Boyfriend» con Dj Tony Morán. A finales de 2012, Anastacia volvió con nuevo álbum de estudio, esta vez de versiones, titulado It's A Man's World's bajo BMG Rights Management (subdivisión de Sony Music). Tras recuperarse por segunda vez de un cáncer de mama, volvió a principios de 2014 con Resurrection volviendo a su estilo denominado Sprock y se posiciona entre las principales listas europeas. Su sencillo «Stupid Little Things» se convirtió en un éxito debutando en todas las listas de éxitos y con ventas de oro en Italia, y «Staring At The Sun» y «Lifeline» se posicionaron también en las listas de éxitos.
El 6 de octubre de 2015, Anastacia publicó en su cuenta oficial de Youtube VEVO el sencillo «Take This Chance», el cual pertenece a su segundo álbum recopilatorio que lleva por nombre Ultimate Collection. Este sencillo, cuenta con un vídeo musical que lo acompaña, el cual cuenta con imágenes de la artista durante toda su carrera musical, y algunas imágenes más íntimas. Después de la publicación del vídeo musical «Take This Chance», Anastacia publicó el 26 de octubre de 2015 en su cuenta de Youtube un segundo sencillo, una versión del tema «Army Of Me» de la cantante Christina Aguilera.
La cantante también contribuyó en el sencillo «Who's loving you» del álbum «Ghost Town» de la boyband española Auryn.
Su siguiente álbum, se publicó el 15 de septiembre de 2017 bajo el nombre "Evolution", incluyendo los sencillos "Caught In The Middle", y "My Everything".

## Referencias artísticas

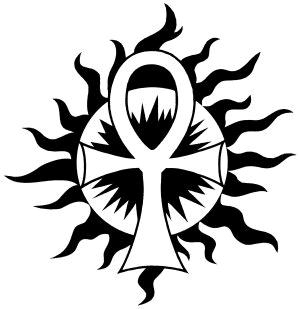
Simbología usada por la artista. También tatuada en su piel